# Epidesma nereus
Epidesma nereus är en fjärilsart som beskrevs av Hans Zerny 1931. Epidesma nereus ingår i släktet Epidesma och familjen björnspinnare. Inga underarter finns listade i Catalogue of Life.